# Ferruzzano
Ferruzzano ist eine süditalienische Gemeinde (comune) mit 733 Einwohnern (Stand 31. Dezember 2023) in der Metropolitanstadt Reggio Calabria in Kalabrien.

## Lage
Die Gemeinde liegt etwa 39,5 Kilometer ostsüdöstlich von Reggio Calabria. Sie grenzt im Südwesten an Bruzzano Zeffirio, im Nordwesten und Norden an Sant’Agata del Bianco, im Nordosten an Caraffa del Bianco und Bianco und im Osten an das Ionische Meer. Zur Gemeinde gehört der Ort Canalello di Ferruzzano, der direkt am Meer liegt. Der ursprüngliche Ortskern von Ferruzzano liegt ca. 5 km Luftlinie von der Küste entfernt auf 470 m über dem Meeresspiegel.

## Geschichte
1907 wurde die Gemeinde durch ein Erdbeben schwer geschädigt.

## Persönlichkeiten
- Giuseppe Zangara (1900–1933), Anarchist und Attentäter (Anschlag auf Franklin Delano Roosevelt)

## Verkehr
Entlang der Meeresküste führt die Strada Statale 106 Jonica sowie die Ferrovia Jonica, die Eisenbahn von Tarent nach Reggio Calabria. Ferruzzano hat dort einen Bahnhof.